# ボルボ博物館

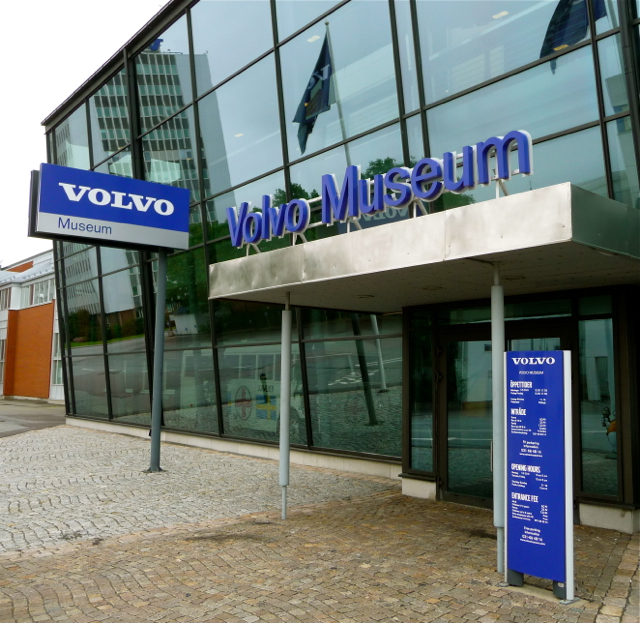
ボルボ博物館入口

ボルボ博物館は、スウェーデンのイエーテボリにあるボルボ・グループに関する博物館である。

## 概要
1927年から乗用車の製造を開始したボルボの歴史、世界に先駆けた自動車安全装備のコンセプトカー、最先端のイノベーションをたどる展示をしている。
初めて製造されたボルボ・ÖV 4から現在の乗用車、トラック、バス、重機などの車両、ボルボ・エアロ（現在はGKNエアロスペース）が生産したターボファンエンジン、ボルボ・ペンタの船舶用エンジンなどの製品、その他にもボルボ・オーシャン・レースの展示もされている。
創始者であるアッサール・ガブリエルソンとグスタフ・ラーソンの銅像も展示されている。

## ギャラリー

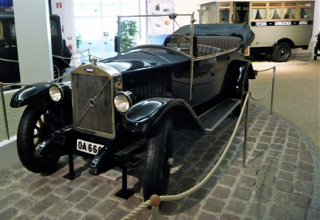
Volvo ÖV4
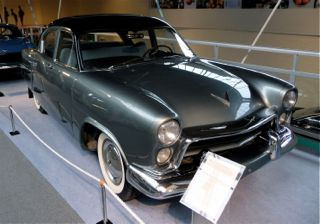
Volvo Philip
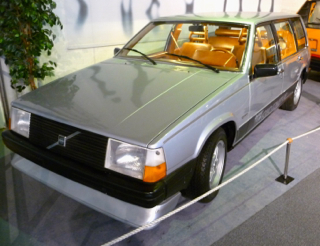
Volvo VCC
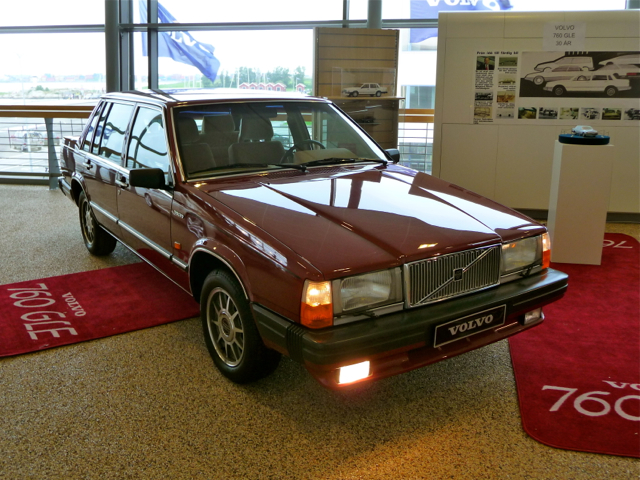
Volvo 760
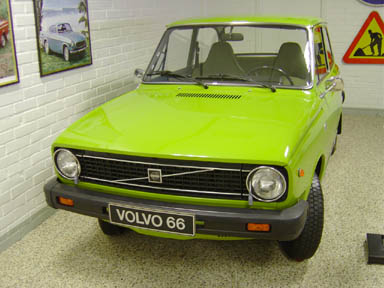
Volvo 66
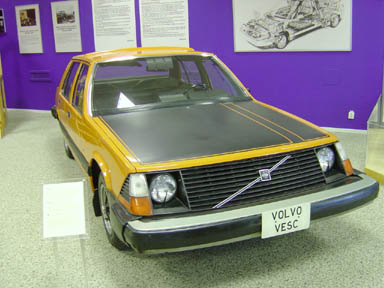
Volvo VESC
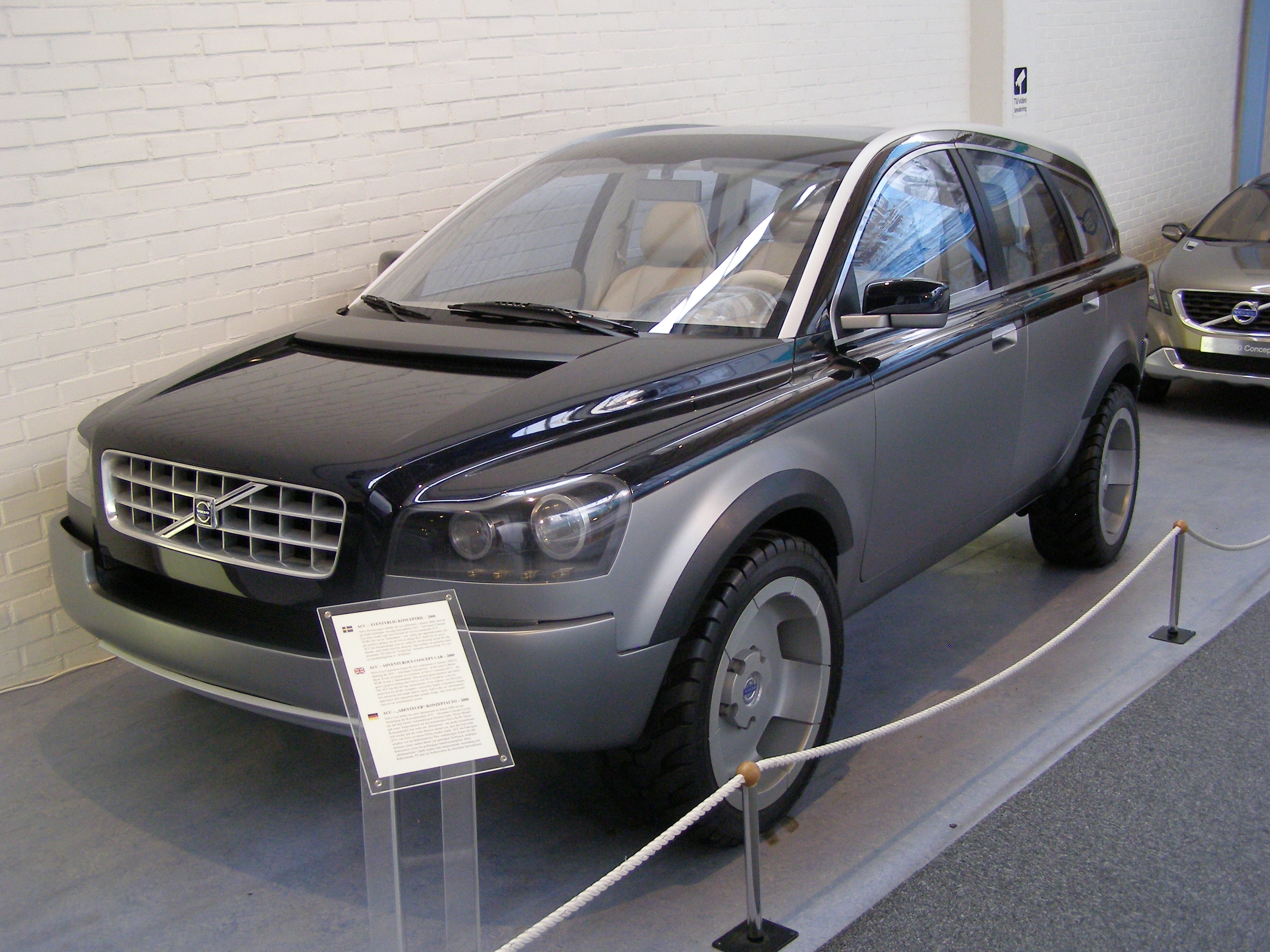
Volvo ACC
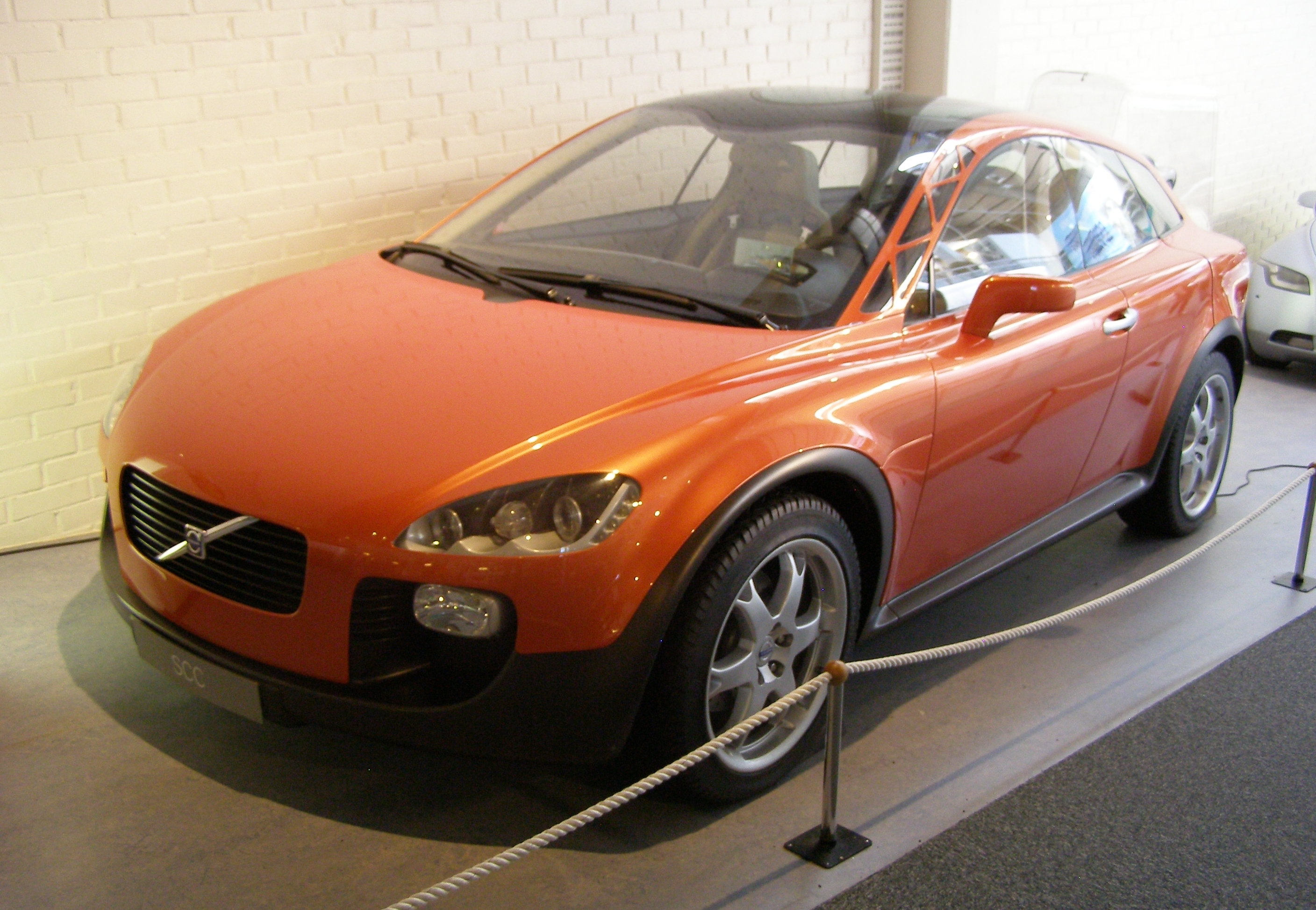
Volvo SCC
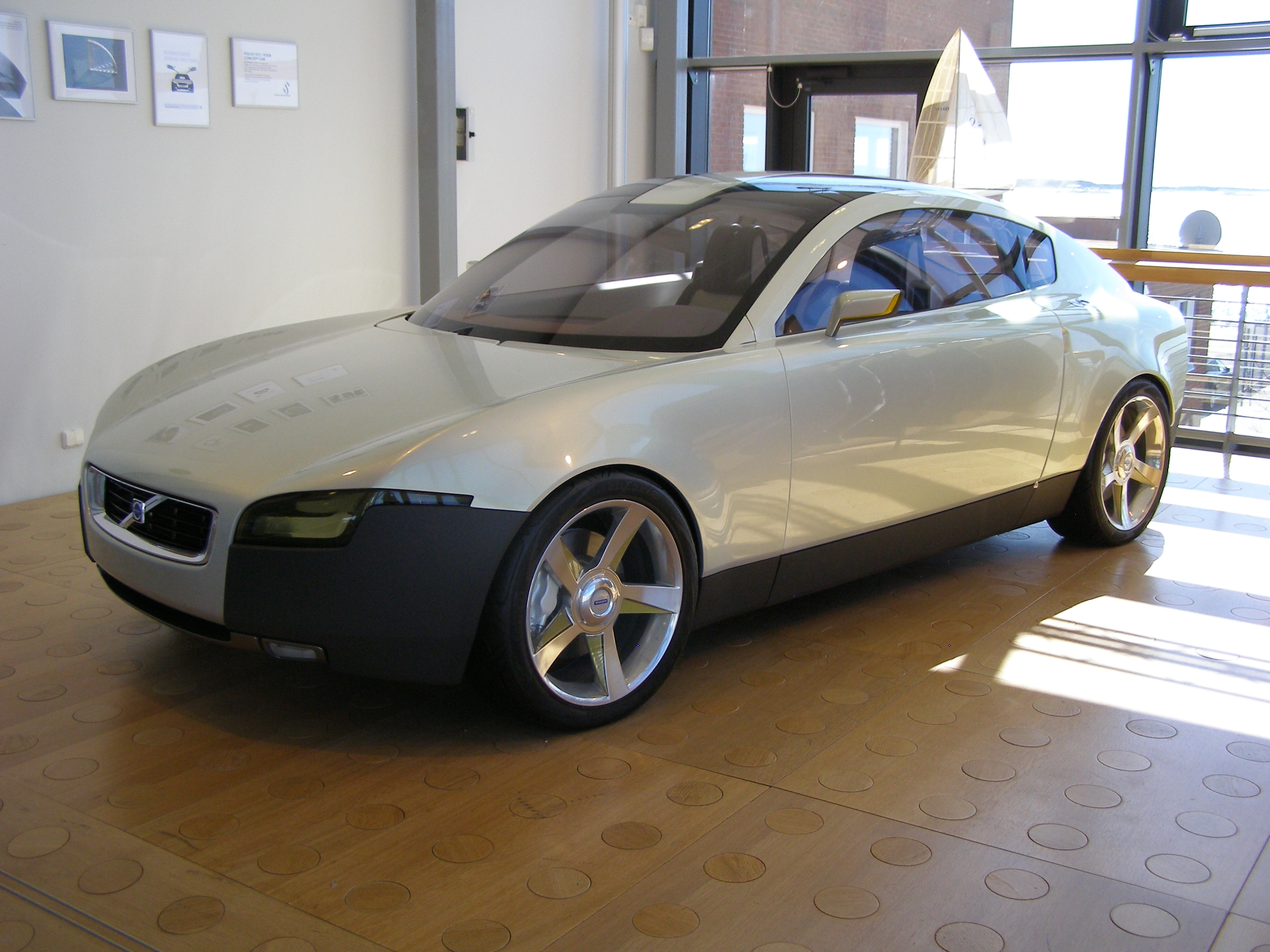
Volvo YCC
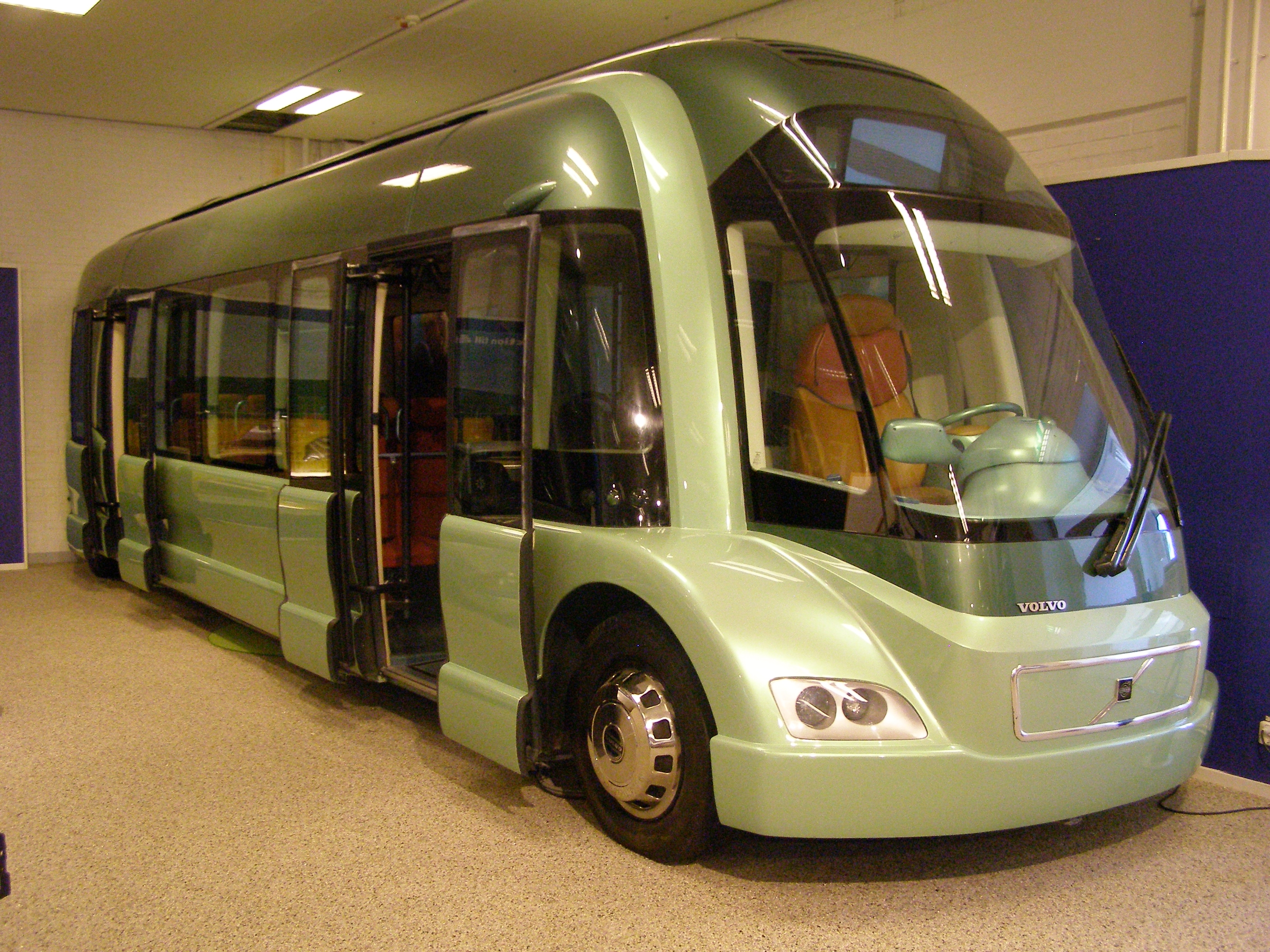
Prototype for experiment
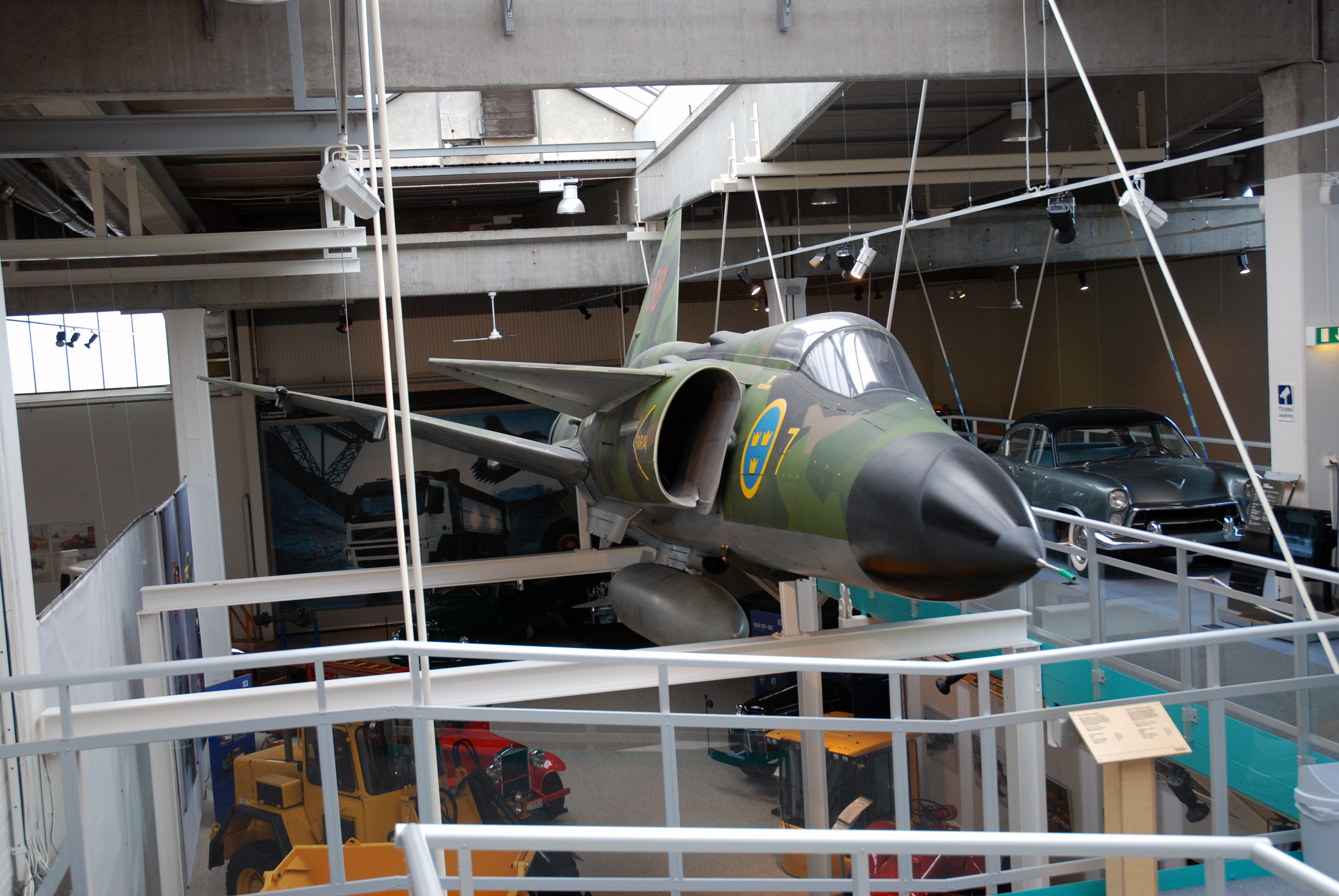
Saab 37 Viggen
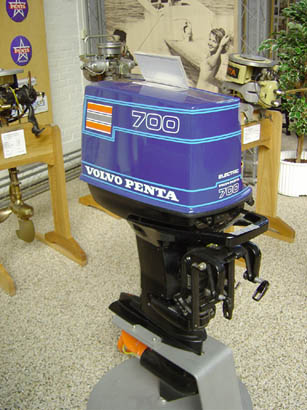
Volvo Penta
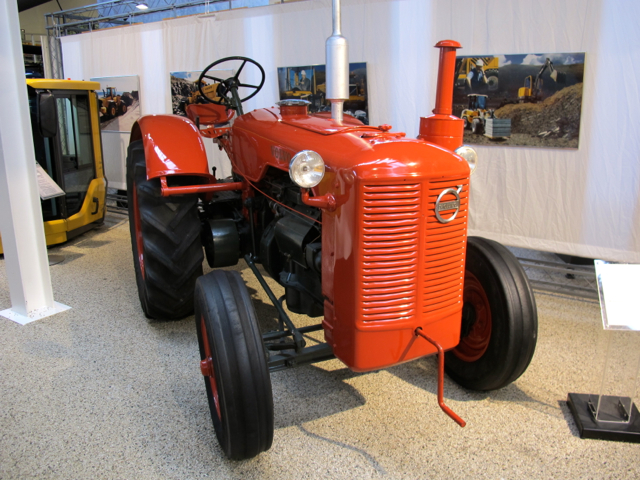
Volvo T43
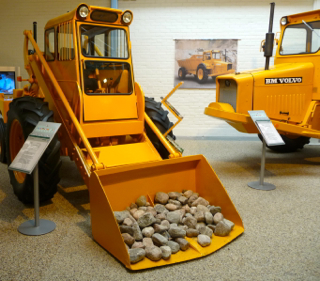